# Lauttajärvi (sjö i Suomussalmi, Kajanaland)
Lauttajärvi är en sjö i kommunen Suomussalmi i landskapet Kajanaland i Finland. Sjön ligger 221,9 meter över havet. Arean är 75 hektar och strandlinjen är 4,06 kilometer lång. Sjön  ingår i Uleälvens huvudavrinningsområde.   Den ligger omkring 98 kilometer nordöst om Kajana och omkring 560 kilometer norr om Helsingfors. 